# Gaspacho estrémadurien
Le gaspacho estrémadurien est un gaspacho préparé dans la communauté autonome espagnole d'Estrémadure.

## Description
Le gaspacho estrémadurien correspond à une variante des gaspachos ou soupes froides. Sa préparation est similaire au salmorejo de Cordoue avec l'utilisation de chapelure (épaissie avec le jaune d'œuf cuit) et l'ajout de plantes potagères comme les poivrons et les oignons, ainsi que du paprika comme colorant naturel. Il est généralement servi dans un almorfía, un bol d'argile similaire à un lebrillo.